# Вітковський Лев Іванович
Лев Іванович Вітко́вський (26 серпня 1931, Тула — 23 квітня 2008, Київ) — український живописець і педагог; член Спілки радянських художників України з 1963 року. Заслужений діяч мистецтв УРСР з 1980 року. Батько художниці Наталії Вітковської.

## Біографія
Народився 26 серпня 1931 року в місті Тулі (нині Росія). Протягом 1946—1952 років навчався у Дніпропетровському художньому училищі, був учнем Михайла Паніна; у 1952—1958 роках продовжив здобувати мистецьку освіту у Київському художньому інституті, де його викладачами були Карпо Трохименко, Віктор Пузирков. Дипломна робота — картина «Перед зміною» (керівник Олексій Шовкуненко).
З 1959 року викладав у Київському художньому інституті (доцент з 1971 року; професор кафедри живопису та композиції з 1982 року). Серед учнів: Степан Герасименко, Геннадій Горбатий, Марина Григор'єва, Микола Євтушенко, Володимир Ємець, Людмила Захарова, Лада Звягінцева, Володимир Кікіньов, В'ячеслав Козловський, Василь Красьоха, Володимир Куц, Олександр Кучеров, Олександр Лантухов, Олександр Левич, Анатолій Ломовський, Василь Мазур, Анатолій Максимчук, В'ячеслав Малиновський, Ніна Марценюк, Олександр Мозговий, Дмитро Нагурний, Лев Недосєко, Володимир Нестеров, Тетяна Петрачак, Володимир Полнобродський, Олена Постоюк, Леонід Тоцький. Член КПРС з 1977 року.
Мешкав у Києві, в будику на вулиці Дем'яна Бєдного, № 7, квартира № 76, потім на бульварі Лесі Українки, № 29, квартира № 10. Помер у Києві 23 квітня 2008 року.

## Творчість
Працював в галузі станкового живопису у жанрах тематичної картини, портрету, пейзажу, натюрморту в традиціях реалістичного мистецтва. Серед робіт:
- «Максим Горький у Льва Толстого в Ясній Поляні» (1952);
- «Молодий шахтар» (1955);
- «Перший комсомольський прокат» (1958);
- «Шахтарі» (1960);
- «Перші будівельники»/«Геодезисти» (1963; Національний художній музей України);
- «За заповітом Кобзаря» (1964);
- «Мирний ранок» (1965; Донецький обласний художній музей);
- «Калина» (1967);
- «Брати Ульянови» (1968);
- «Починалась п'ятирічка» (1969);
- «Спокій» (1970);
- «Пам'ять народна» (1972);
- «Балада про землю» (1975—1976);
- «Знову на фермі» (1979);
- «Церква у Седневі» (1980);
- «Пам'яті Олександра Матросова» (1985);
- «Смерть кореспондента» (1987);
- «Реквієм великому Кобзарю» (1989);
- триптих «Пієта» (два варіанти: 1991; 1995);
- триптих «Нехай душа, як дівчинка, зрадіє» (1992);
- «Ради Христа» (1993);
- «Шторм» (1995);
- «Натюрморт із горобиною» (2001).

портрети
- Галшки Гулевичівни (1997; картина того ж року відзначена премією на конкурсі історичного портрета, проведеному Києво-Могилянською академією[2];
- «Українська жінка» (2001);
- Дмитра Гнатюка (2001);
- скульптора Михайла Лисенка (2003).

В 1999—2000 роках працював у групі художників з реконструкції розписів та орнаментів в інтер'єрі Михайлівського Золотоверхого собору в Києві.
Брав участь в обласних виставках з 1952 року, у всесоюзних та республіканських — з 1958 року. Персональна виставка відбулася у Києві у 2003 році.
Крім згаданих музеїв картини художника зберігаються у приватних збірках за кордоном.